# Чемпионат мира по спортивному ориентированию 2011
XXVIII Чемпионат мира по спортивному ориентированию проходил во Франции с 13 по 20 августа 2011 года.
В чемпионате приняло участие рекордное количество стран — 55. Чемпионат стал дебютным для команд Барбадоса, Кипра, Греции, Кыргызстана, Македонии, Сербии и Уругвая, впервые делегировавшим своих представителей на мировое первенство.
Из элиты мирового ориентирования чемпионат пропускали швейцарка Симона Ниггли, ожидающая второго ребёнка, и норвежка Анне Маргрете Хаускен, родившая ребёнка в середине июня 2011 года.

## Программа
Разыгрывалось 8 комплектов медалей, по 4 у женщин и у мужчин.
Во всех индивидуальных видах программы проводилась квалификация. Все участники были разделены на три группы (heat), лучшие 15 участников из каждой группы по итогам квалификации отбираются в финал. Таким образом, в финале стартует 45 спортсменов. Чем лучший результат спортсмен показал в квалификации, тем позже он стартует в финальном забеге.
| Дата       | Дисциплина            | Центр соревнований         |
| ---------- | --------------------- | -------------------------- |
| 13 августа | Long (квалификация)   | Saint-François-de-Sales    |
| 14 августа | Middle (квалифицация) | Saint-François-de-Sales    |
| 16 августа | Спринт (квалификация) | Экс-ле-Бен (Aix-les-Bains) |
| 16 августа | Спринт (финал)        | Шамбери (Chambéry)         |
| 17 августа | Long (финал)          | La Féclaz                  |
| 19 августа | Middle (финал)        | La Féclaz                  |
| 20 августа | Эстафета              | La Féclaz                  |

## Сборная России
Сборная команда России формировалась по итогам четырёх стартов в рамках проведения чемпионата России 2011 года.
Чемпионат России (Кыштым, Челябинская область)
- кросс 22 мая 2011
- длинная дистанция 23 мая 2011

Чемпионат России (Выборг, Ленинградская область)
- спринт 12 июня 2011
- спринт с общего старта 13 июня 2011

29 июня по итогам заседания Исполкома ФСО были отобраны следующие спортсмены:

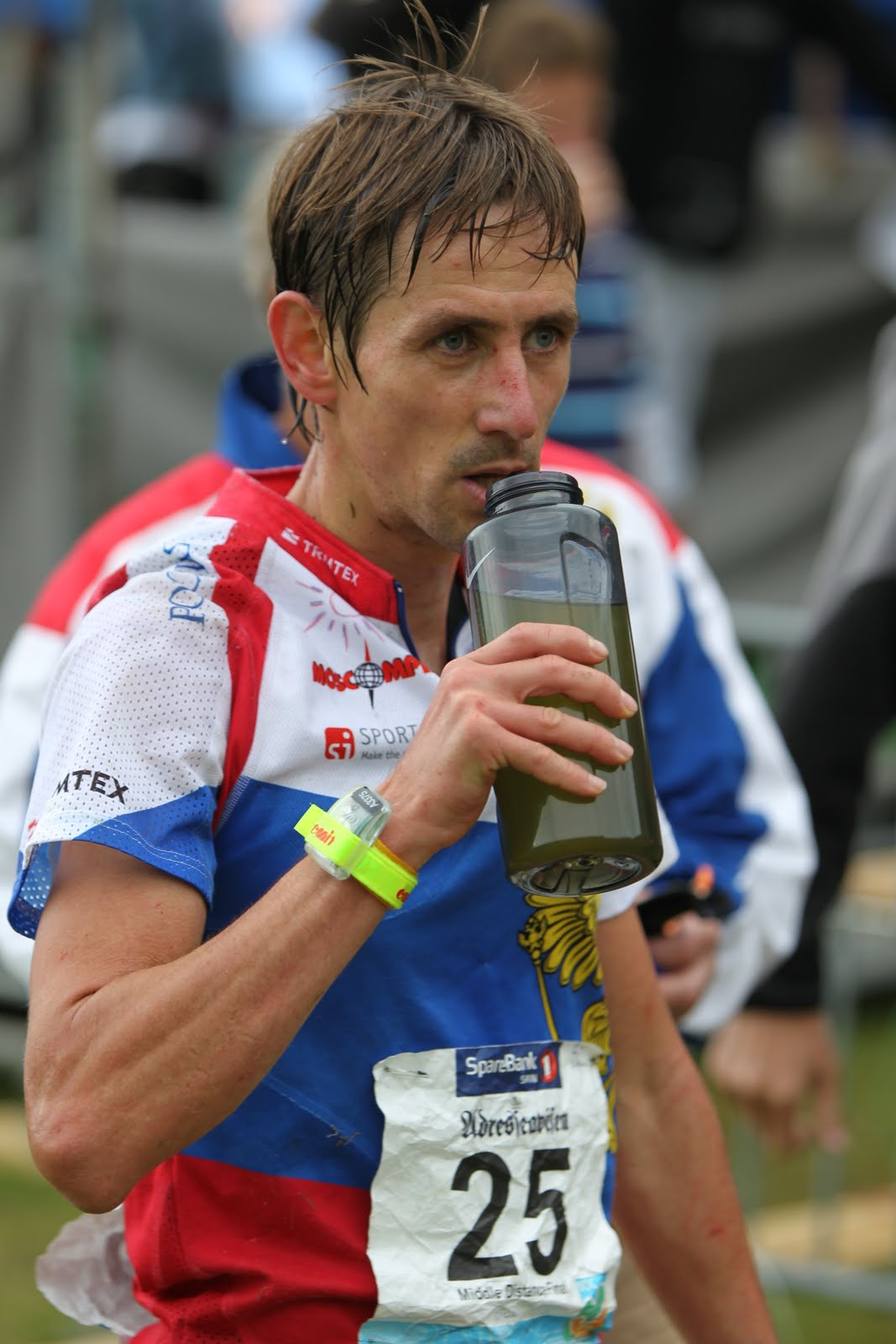
Валентин Новиков
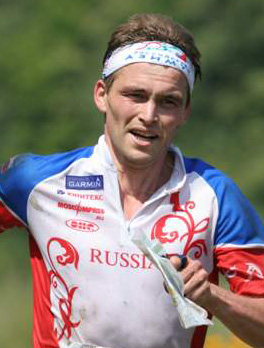
Андрей Храмов
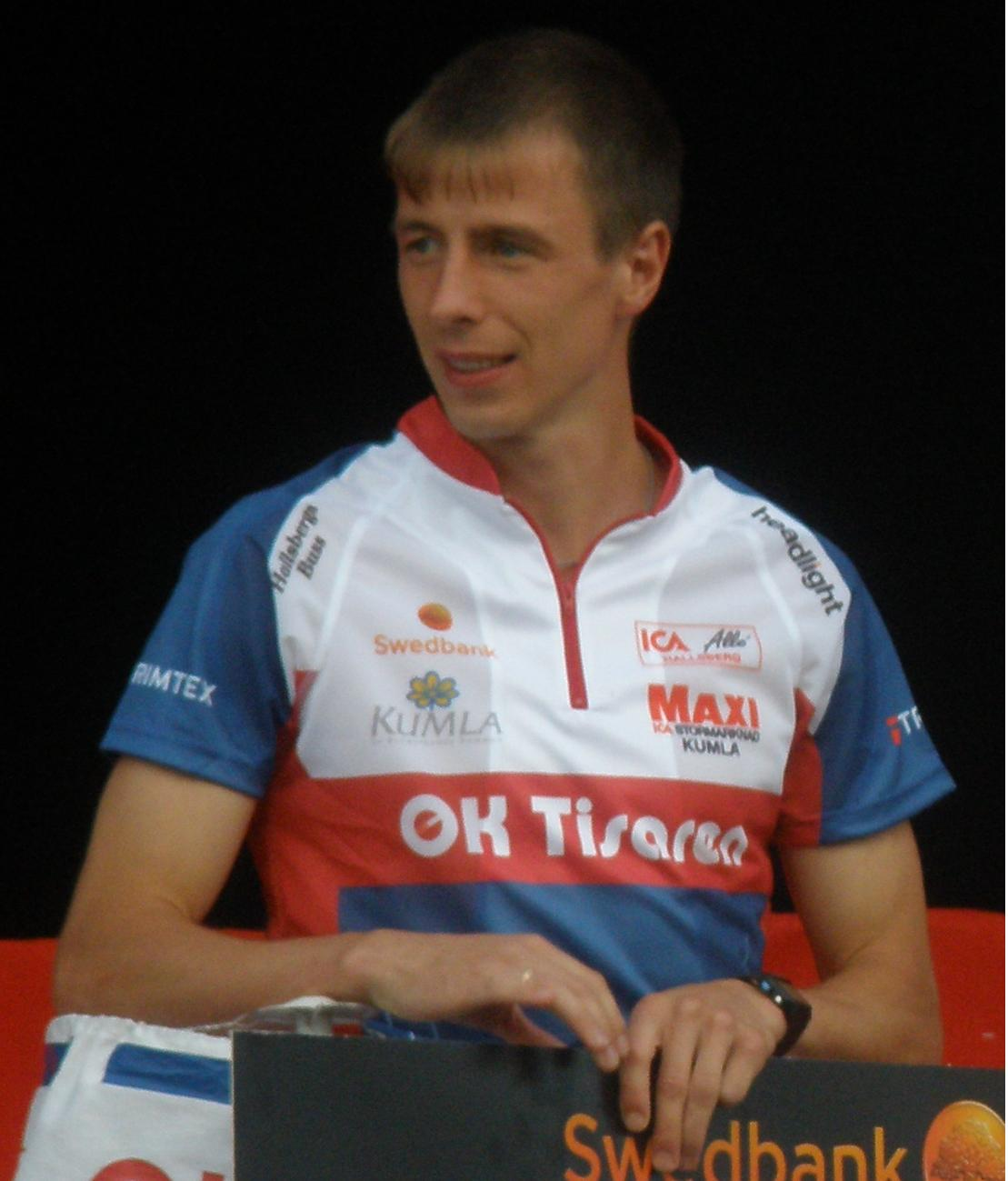
Дмитрий Цветков
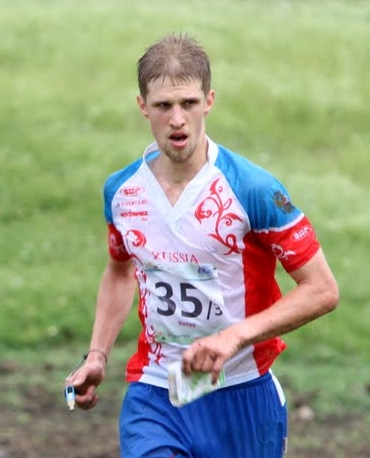
Алексей Бортник
Сергей Детков
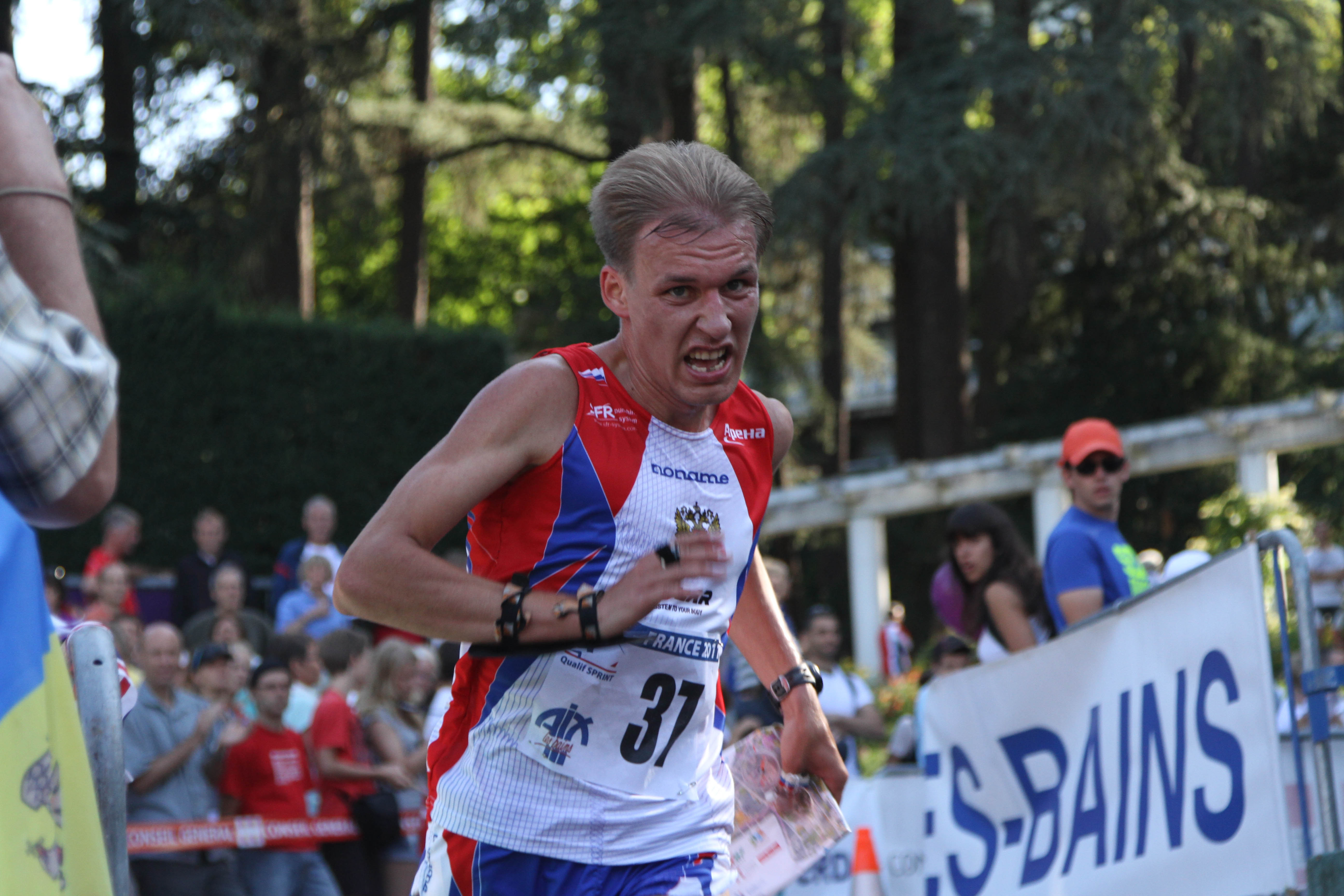
Алексей Сидоров
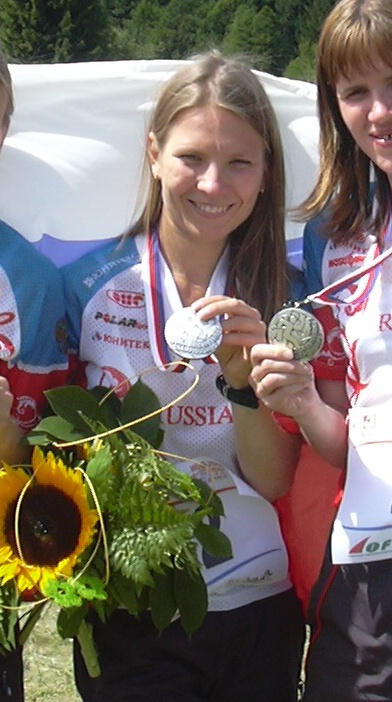
Юлия Новикова
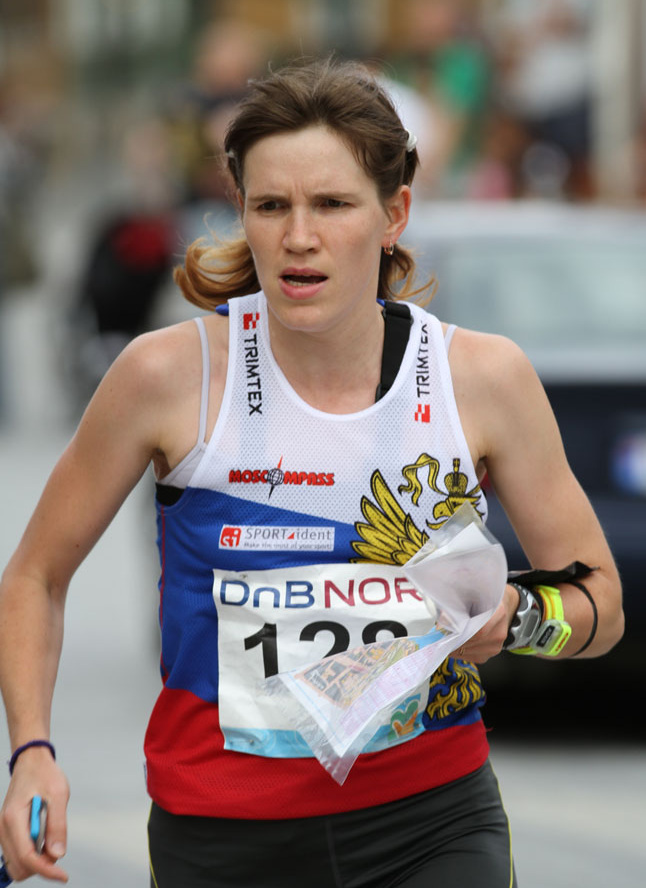
Галина Виноградова
Карина Фершалова
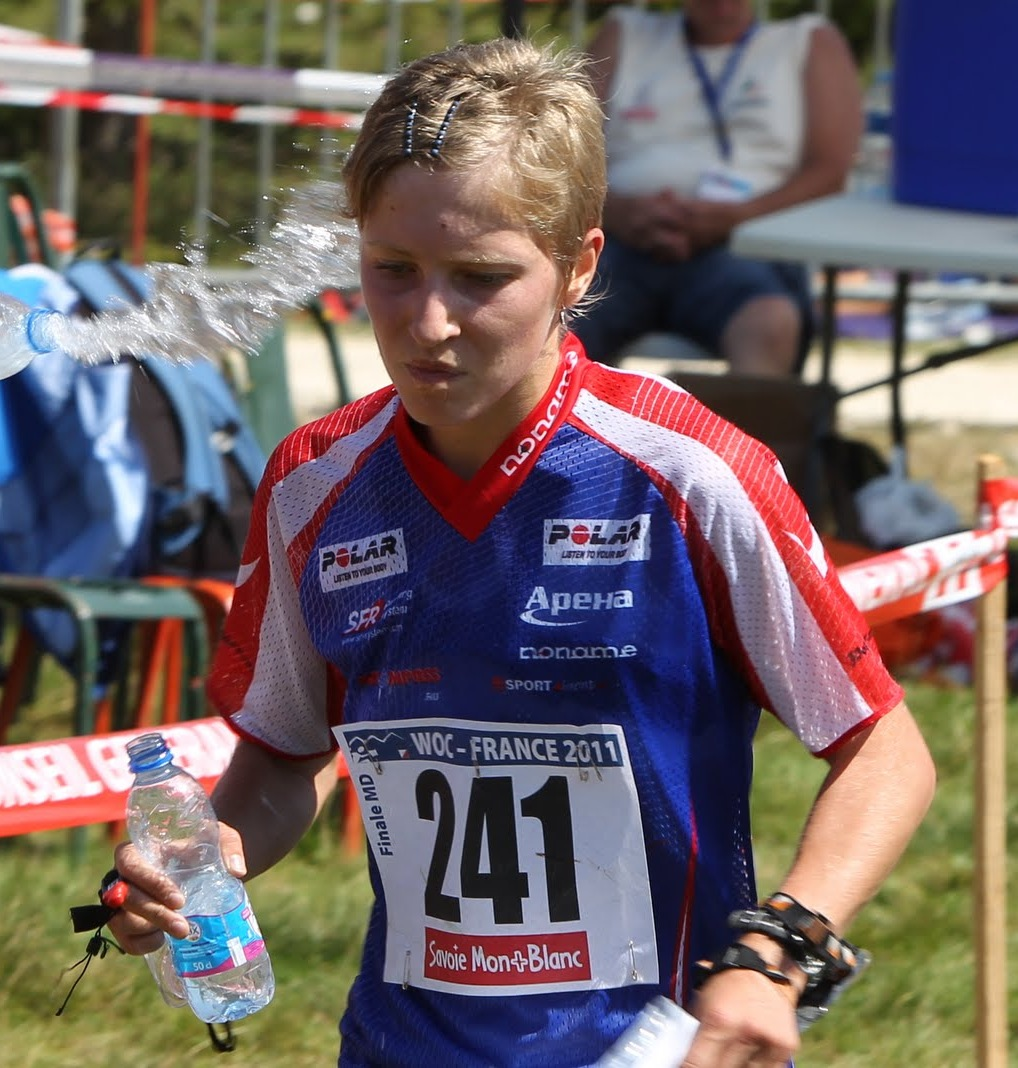
Наталья Виноградова
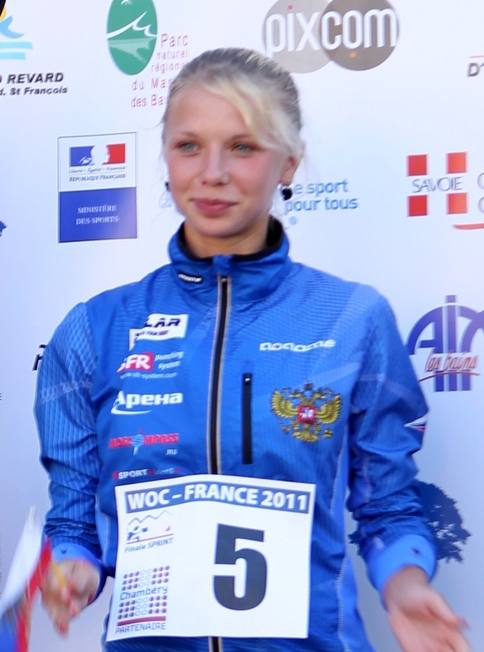
Анастасия Тихонова
Светлана Миронова

- Валентин Новиков ЗМС (1974 г.р.) Белгородская обл.
- Андрей Храмов ЗМС 1981  Новгородская обл.
- Дмитрий Цветков ЗМС (1983 г.р.) Ленинградская обл.
- Алексей Бортник МСМК 1983  Москва
- Сергей Детков МСМК 1979 Новгородская обл.
- Алексей Сидоров МС 1985 Татарстан
- Юлия Новикова МСМК 1980 Новгородская обл.
- Галина Виноградова МСМК 1979 Алтайский край
- Светлана Миронова МС 1986 Нижегородская обл.
- Наталья Виноградова МС 1990 Москва
- Анастасия Тихонова МС 1990 Ленинградская обл.
- Карина Фершалова МС 1990 Санкт-Петербург

Лонг
1. Цветков Дмитрий
2. Новиков Валентин
3. Бортник Алексей
4. Фершалова Карина
5. Виноградова Галина
6. Новикова Юлия

Средняя
1. Бортник Алексей
2. Храмов Алексей
3. Новиков Валентин
4. Новикова Юлия
5. Виноградова Наталья
6. Миронова Светлана

Спринт
1. Храмов Андрей
2. Детков Сергей
3. Сидоров Алексей
4. Виноградова Галина
5. Тихонова Анастасия
6. Миронова Светлана

## Спринт
Квалификация и финал дисциплины спринт проводился в один день — 16 августа 2011 года. По итогам квалификации 15 лучших спортсменов из каждого из трёх квалификационных забегов выходят в финал. Старт в финале происходит в обратном порядке, т.е. спортсмены, показавшие лучшее время стартуют в самом конце.
- Пропущенный 18 КП шведа с лучшим временем
- почему в финале стартовало 48 участников.

Финальные соревнования в спринте транслировались шведским национальным телевидением. Запись трансляции можно посмотреть online на сайте канала.

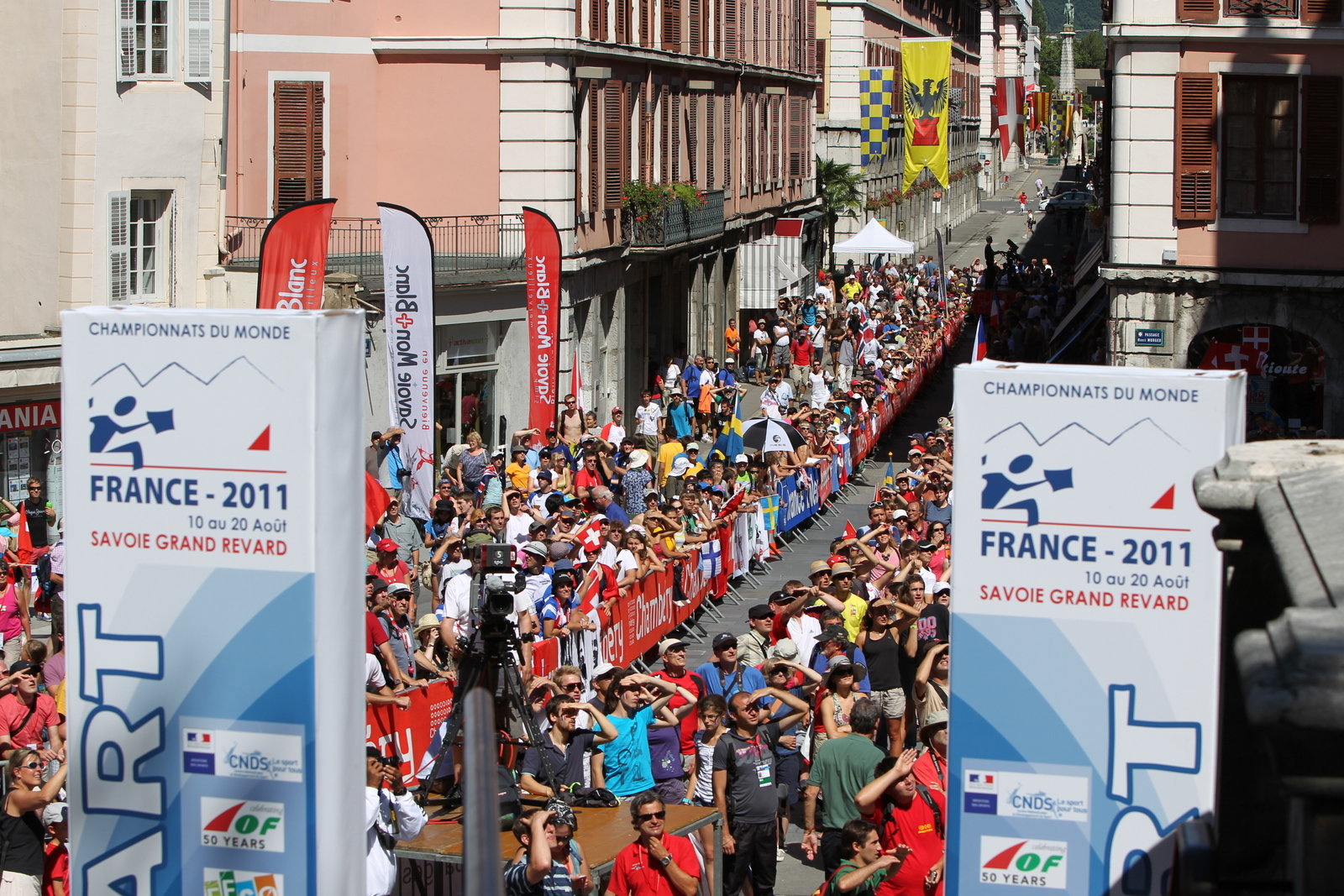
город Шамбери — место проведения спринта

| Мужчины                                                | Мужчины                                                | Мужчины                                                | Мужчины                                                | Мужчины                                                | Женщины                                                | Женщины                                                | Женщины                                                | Женщины                                                | Женщины                                                |
| ------------------------------------------------------ | ------------------------------------------------------ | ------------------------------------------------------ | ------------------------------------------------------ | ------------------------------------------------------ | ------------------------------------------------------ | ------------------------------------------------------ | ------------------------------------------------------ | ------------------------------------------------------ | ------------------------------------------------------ |
| - 2,5 км, 20 кп, 25 м (перепад) - масштаб карты 1:4000 | - 2,5 км, 20 кп, 25 м (перепад) - масштаб карты 1:4000 | - 2,5 км, 20 кп, 25 м (перепад) - масштаб карты 1:4000 | - 2,5 км, 20 кп, 25 м (перепад) - масштаб карты 1:4000 | - 2,5 км, 20 кп, 25 м (перепад) - масштаб карты 1:4000 | - 2,2 км, 19 кп, 25 м (перепад) - масштаб карты 1:4000 | - 2,2 км, 19 кп, 25 м (перепад) - масштаб карты 1:4000 | - 2,2 км, 19 кп, 25 м (перепад) - масштаб карты 1:4000 | - 2,2 км, 19 кп, 25 м (перепад) - масштаб карты 1:4000 | - 2,2 км, 19 кп, 25 м (перепад) - масштаб карты 1:4000 |
| Место                                                  | Страна                                                 | ФИО                                                    | Время                                                  | Разница                                                | Место                                                  | Страна                                                 | ФИО                                                    | Время                                                  | Разница                                                |
| 1.                                                     | Швейцария                                              | Даниэль Хубман                                         | 13:11.8                                                |                                                        | 1.                                                     | Швеция                                                 | Линнеа Густафссон                                      | 13:14.3                                                |                                                        |
| 2.                                                     | Швеция                                                 | Андерс Хольмберг                                       | 13:37.8                                                | +0:26.0                                                | 2.                                                     | Швеция                                                 | Хелена Янссон                                          | 13:22.7                                                | +0:08.4                                                |
| 3.                                                     | Швейцария                                              | Матиас Мюллер                                          | 13:41.2                                                | +0:29.4                                                | 3.                                                     | Швеция                                                 | Лена Элиассон                                          | 13:28.5                                                | +0:14.2                                                |
| 4.                                                     | Флаг Великобритании                                    | Грэм Гриствуд                                          | 13:58.8                                                | +0:47.0                                                | 4.                                                     | Флаг Дании                                             | Майя Альм                                              | 13:54.4                                                | +0:40.1                                                |
| 5.                                                     | Флаг Румынии                                           | ZINCA Ionut                                            | 14:05.1                                                | +0:53.3                                                | 5.                                                     | Флаг России                                            | Анастасия Тихонова                                     | 14:00.3                                                | +0:46.0                                                |
| 6.                                                     | Флаг Швейцарии                                         | Матиас Мерц                                            | 14:07.1                                                | +0:55.3                                                | 6.                                                     | Флаг Финляндии                                         | Анни-Майя Финке                                        | 14:01.1                                                | +0:46.8                                                |
| 23.                                                    | Флаг России                                            | Сергей Детков                                          | 14:40.0                                                | +1:28.2                                                | 6.                                                     | Флаг Дании                                             | Эмма Клингенберг                                       | 14:01.1                                                | +0:46.8                                                |
| 26.                                                    | Флаг России                                            | Андрей Храмов                                          | 14:46.4                                                | +1:34.6                                                | 8.                                                     | Флаг России                                            | Галина Виноградова                                     | 14:04.5                                                | +0:50.2                                                |
| Q                                                      | Флаг России                                            | Алексей Сидоров                                        |                                                        |                                                        | Q                                                      | Флаг России                                            | Светлана Миронова                                      |                                                        |                                                        |
| официальные результаты                                 |                                                        |                                                        |                                                        |                                                        |                                                        |                                                        |                                                        |                                                        |                                                        |

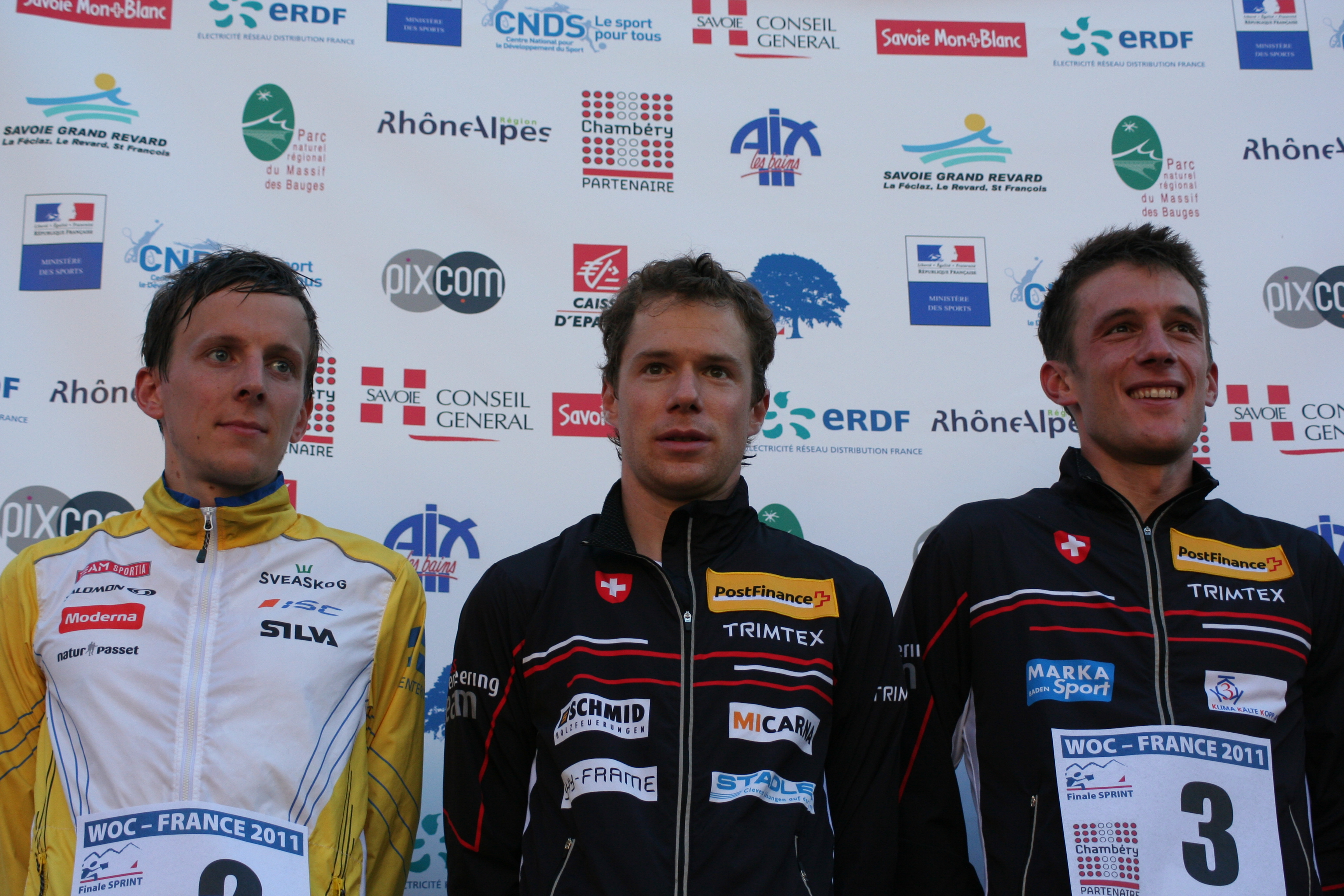
Призёры мужского спринта
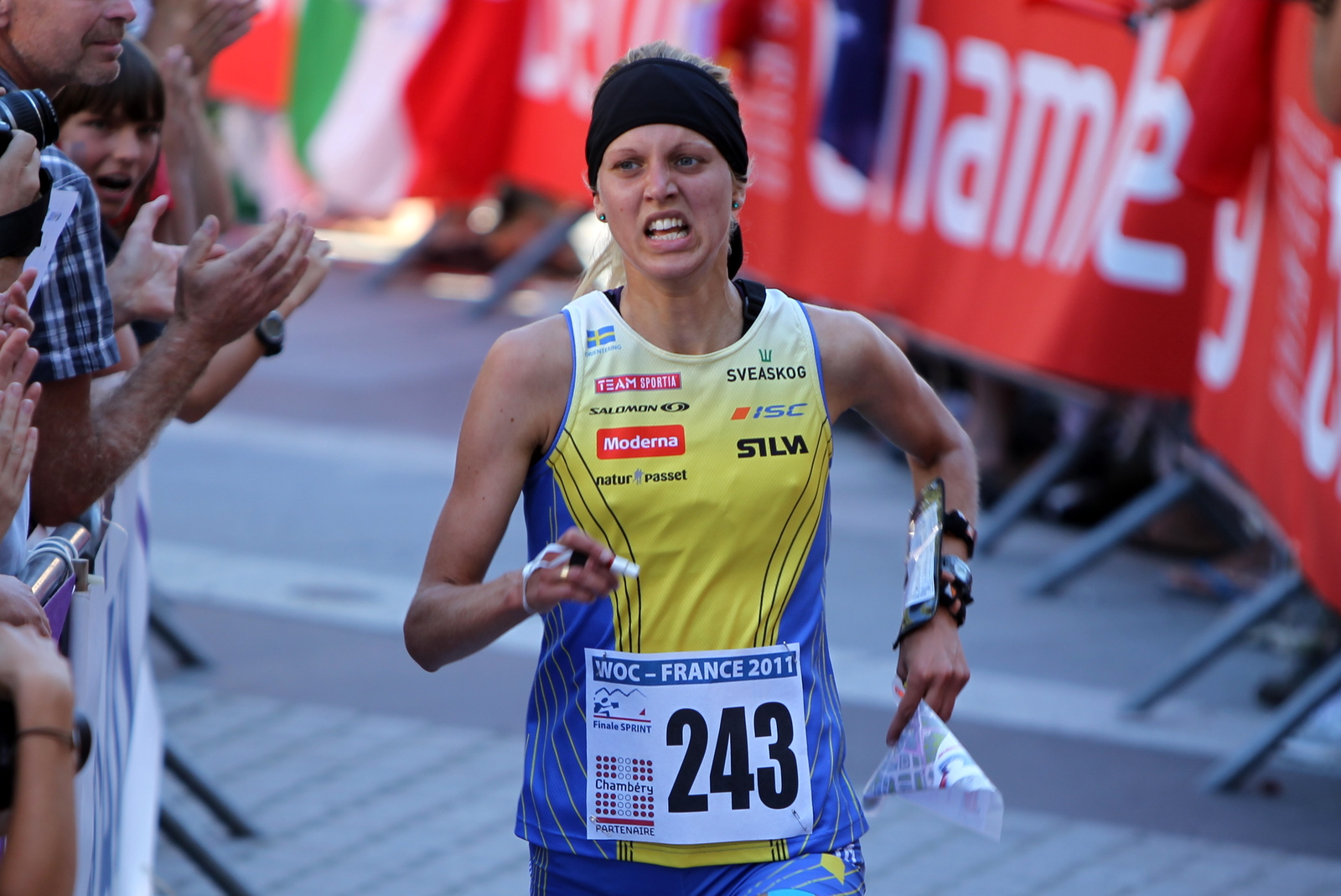
Линнеа Густафссон — победительница женского спринта

## Длинная
- блуждания на 1кп Минны Кауппи
- травма Weltzin (Аудун Вельтцин)
- Новиков и перегон на 13 кп[5]
- паровоз Гонон-Тьерри (Гонон потерялся на 6 кп, и поймал паровоз)
- Бильстам выиграла 4.28, тьерри 4.27
- Победив на длинной дистанции Тьерри стал первым спортсменом когда либо побеждавшим на всех индивидуальных дисциплинах чм (спринте, миддле и лонге)[6]
- рассуждения о длине дистанции, укладывается ли в нормативы

| Мужчины                                                               | Мужчины                                                               | Мужчины                                                               | Мужчины                                                               | Мужчины                                                               | Женщины                                                               | Женщины                                                               | Женщины                                                               | Женщины                                                               | Женщины                                                               |
| --------------------------------------------------------------------- | --------------------------------------------------------------------- | --------------------------------------------------------------------- | --------------------------------------------------------------------- | --------------------------------------------------------------------- | --------------------------------------------------------------------- | --------------------------------------------------------------------- | --------------------------------------------------------------------- | --------------------------------------------------------------------- | --------------------------------------------------------------------- |
| - 15.8 км, 31 кп, 690 м (перепад) - Карта La croix du nivolet 1:15000 | - 15.8 км, 31 кп, 690 м (перепад) - Карта La croix du nivolet 1:15000 | - 15.8 км, 31 кп, 690 м (перепад) - Карта La croix du nivolet 1:15000 | - 15.8 км, 31 кп, 690 м (перепад) - Карта La croix du nivolet 1:15000 | - 15.8 км, 31 кп, 690 м (перепад) - Карта La croix du nivolet 1:15000 | - 10.3 км, 21 кп, 445 м (перепад) - Карта La croix du nivolet 1:15000 | - 10.3 км, 21 кп, 445 м (перепад) - Карта La croix du nivolet 1:15000 | - 10.3 км, 21 кп, 445 м (перепад) - Карта La croix du nivolet 1:15000 | - 10.3 км, 21 кп, 445 м (перепад) - Карта La croix du nivolet 1:15000 | - 10.3 км, 21 кп, 445 м (перепад) - Карта La croix du nivolet 1:15000 |
| Место                                                                 | Страна                                                                | ФИО                                                                   | Время                                                                 | Разница                                                               | Место                                                                 | Страна                                                                | ФИО                                                                   | Время                                                                 | Разница                                                               |
| 1.                                                                    | Флаг Франции                                                          | Тьерри Жоржиу                                                         | 1:47:29                                                               |                                                                       | 1.                                                                    | Флаг Швеции                                                           | Анника Бильстам                                                       |                                                                       |                                                                       |
| 2.                                                                    | Флаг Финляндии                                                        | Паси Иконен                                                           | 1:51:56                                                               | +4:27                                                                 | 2.                                                                    | Флаг Чехии                                                            | Дана Брожкова                                                         | 1:26:54                                                               | +4:28                                                                 |
| 3.                                                                    | Флаг Франции                                                          | Франсуа Гонон                                                         | 1:53:35                                                               | +6:06                                                                 | 3.                                                                    | Флаг Швеции                                                           | Хелена Янссон                                                         | 1:29:55                                                               | +7:29                                                                 |
| 4.                                                                    | Флаг Швейцарии                                                        | Батист Ролье                                                          | 1:55:26                                                               | +7:57                                                                 | 4.                                                                    | Флаг Чехии                                                            | Ева Юрженикова                                                        | 1:30:58                                                               | +8:32                                                                 |
| 5.                                                                    | Флаг Швейцарии                                                        | Даниэль Хубман                                                        | 1:57:05                                                               | +9:36                                                                 | 5.                                                                    | Флаг Норвегии                                                         | BAGSTEVOLD Heidi Østlid                                               | 1:31:57                                                               | +9:31                                                                 |
| 6.                                                                    | Флаг Швеции                                                           | Улле Бустрём                                                          | 1:57:40                                                               | +10:11                                                                | 6.                                                                    | Флаг Финляндии                                                        | Анни-Майя Финке                                                       | 1:34:06                                                               | +11:40                                                                |
|                                                                       |                                                                       |                                                                       |                                                                       |                                                                       |                                                                       |                                                                       |                                                                       |                                                                       |                                                                       |
| 12.                                                                   | Флаг России                                                           | Дмитрий Цветков                                                       | 2:00:56                                                               | +13:27                                                                | 10.                                                                   | Флаг России                                                           | Юлия Новикова                                                         | 1:37:05                                                               | +14:39                                                                |
| 13.                                                                   | Флаг России                                                           | Алексей Бортник                                                       | 2:01:09                                                               | +13:40                                                                | 20.                                                                   | Флаг России                                                           | Карина Фершалова                                                      | 1:49:18                                                               | +26:52                                                                |
| 14.                                                                   | Флаг России                                                           | Валентин Новиков                                                      | 2:04:59                                                               | +17:30                                                                | 30.                                                                   | Флаг России                                                           | Галина Виноградова                                                    | 1:56:00                                                               | +33:34                                                                |
| официальные результаты (недоступная ссылка)                           |                                                                       |                                                                       |                                                                       |                                                                       |                                                                       |                                                                       |                                                                       |                                                                       |                                                                       |

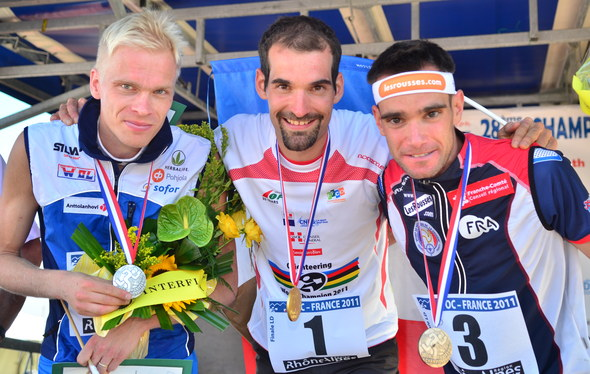
Иконен, Жоржиу, Гонон
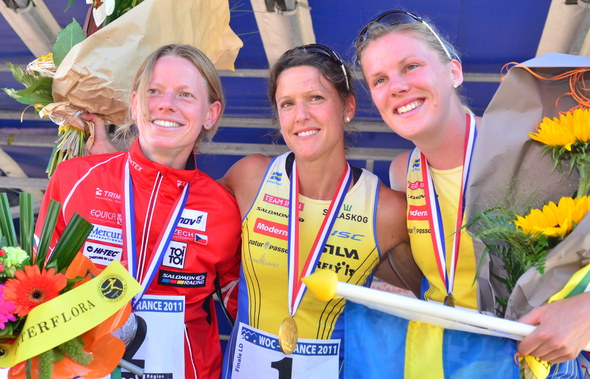
Брожкова, Бильстам, Янссон

## Средняя
Финал на средней дистанции состоялся 19 августа.
| Мужчины                                                                | Мужчины                                                                | Мужчины                                                                | Мужчины                                                                | Мужчины                                                                | Женщины                                                                | Женщины                                                                | Женщины                                                                | Женщины                                                                | Женщины                                                                |  |
| ---------------------------------------------------------------------- | ---------------------------------------------------------------------- | ---------------------------------------------------------------------- | ---------------------------------------------------------------------- | ---------------------------------------------------------------------- | ---------------------------------------------------------------------- | ---------------------------------------------------------------------- | ---------------------------------------------------------------------- | ---------------------------------------------------------------------- | ---------------------------------------------------------------------- |  |
| - 5,4 км, 21 кп, 315 м (перепад) - Карта Montagne de Lochat (La Fedaz) | - 5,4 км, 21 кп, 315 м (перепад) - Карта Montagne de Lochat (La Fedaz) | - 5,4 км, 21 кп, 315 м (перепад) - Карта Montagne de Lochat (La Fedaz) | - 5,4 км, 21 кп, 315 м (перепад) - Карта Montagne de Lochat (La Fedaz) | - 5,4 км, 21 кп, 315 м (перепад) - Карта Montagne de Lochat (La Fedaz) | - 3.8 км, 16 кп, 260 м (перепад) - Карта Montagne de Lochat (La Fedaz) | - 3.8 км, 16 кп, 260 м (перепад) - Карта Montagne de Lochat (La Fedaz) | - 3.8 км, 16 кп, 260 м (перепад) - Карта Montagne de Lochat (La Fedaz) | - 3.8 км, 16 кп, 260 м (перепад) - Карта Montagne de Lochat (La Fedaz) | - 3.8 км, 16 кп, 260 м (перепад) - Карта Montagne de Lochat (La Fedaz) |  |
| Место                                                                  | Страна                                                                 | ФИО                                                                    | Время                                                                  | Разница                                                                | Место                                                                  | Страна                                                                 | ФИО                                                                    | Время                                                                  | Разница                                                                |  |
| 1.                                                                     | Флаг Франции                                                           | Тьерри Жоржиу                                                          | 34:38                                                                  |                                                                        | 1.                                                                     | Флаг Швеции                                                            | Хелена Янссон                                                          | 33:10                                                                  |                                                                        |  |
| 2.                                                                     | Флаг Швеции                                                            | Петер Эберг                                                            | 36:59                                                                  | +2:21                                                                  | 2.                                                                     | Флаг Дании                                                             | Ида Бобах                                                              | 34:26                                                                  | +1:16                                                                  |  |
| 3.                                                                     | Флаг Норвегии                                                          | Олаф Лунданес                                                          | 37:01                                                                  | +2:23                                                                  | 3.                                                                     | Флаг Швейцарии                                                         | Юдит Видер                                                             | 35:11                                                                  | +2:01                                                                  |  |
| 4.                                                                     | Флаг Украины                                                           | Олександр Кратов                                                       | 37:30                                                                  | +2:52                                                                  | 4.                                                                     | Флаг Финляндии                                                         | Минна Кауппи                                                           | 35:19                                                                  | +2:09                                                                  |  |
| 5.                                                                     | Флаг Литвы                                                             | Jonas Vytautas Gvildys                                                 | 37:45                                                                  | +3:07                                                                  | 5.                                                                     | Флаг России                                                            | Наталья Виноградова                                                    | 35:28                                                                  | +2:18                                                                  |  |
| 6.                                                                     | Флаг Франции                                                           | Франсуа Гонон                                                          | 37:46                                                                  | +3:08                                                                  | 6.                                                                     | Флаг Дании                                                             | Майя Альм                                                              | 35:31                                                                  | +2:21                                                                  |  |
|                                                                        |                                                                        |                                                                        |                                                                        |                                                                        |                                                                        |                                                                        |                                                                        |                                                                        |                                                                        |  |
| 12.                                                                    | Флаг России                                                            | Андрей Храмов                                                          | 39:17                                                                  | +4:39                                                                  | DNF                                                                    | Флаг России                                                            | Юлия Новикова                                                          |                                                                        |                                                                        |  |
| 24                                                                     | Флаг России                                                            | Валентин Новиков                                                       | 41:28                                                                  | +6:50                                                                  | Q                                                                      | Флаг России                                                            | Светлана Миронова                                                      |                                                                        |                                                                        |  |
| Q                                                                      | Флаг России                                                            | Алексей Бортник                                                        |                                                                        |                                                                        |                                                                        |                                                                        |                                                                        |                                                                        |                                                                        |  |
| официальные результаты                                                 |                                                                        |                                                                        |                                                                        |                                                                        |                                                                        |                                                                        |                                                                        |                                                                        |                                                                        |  |

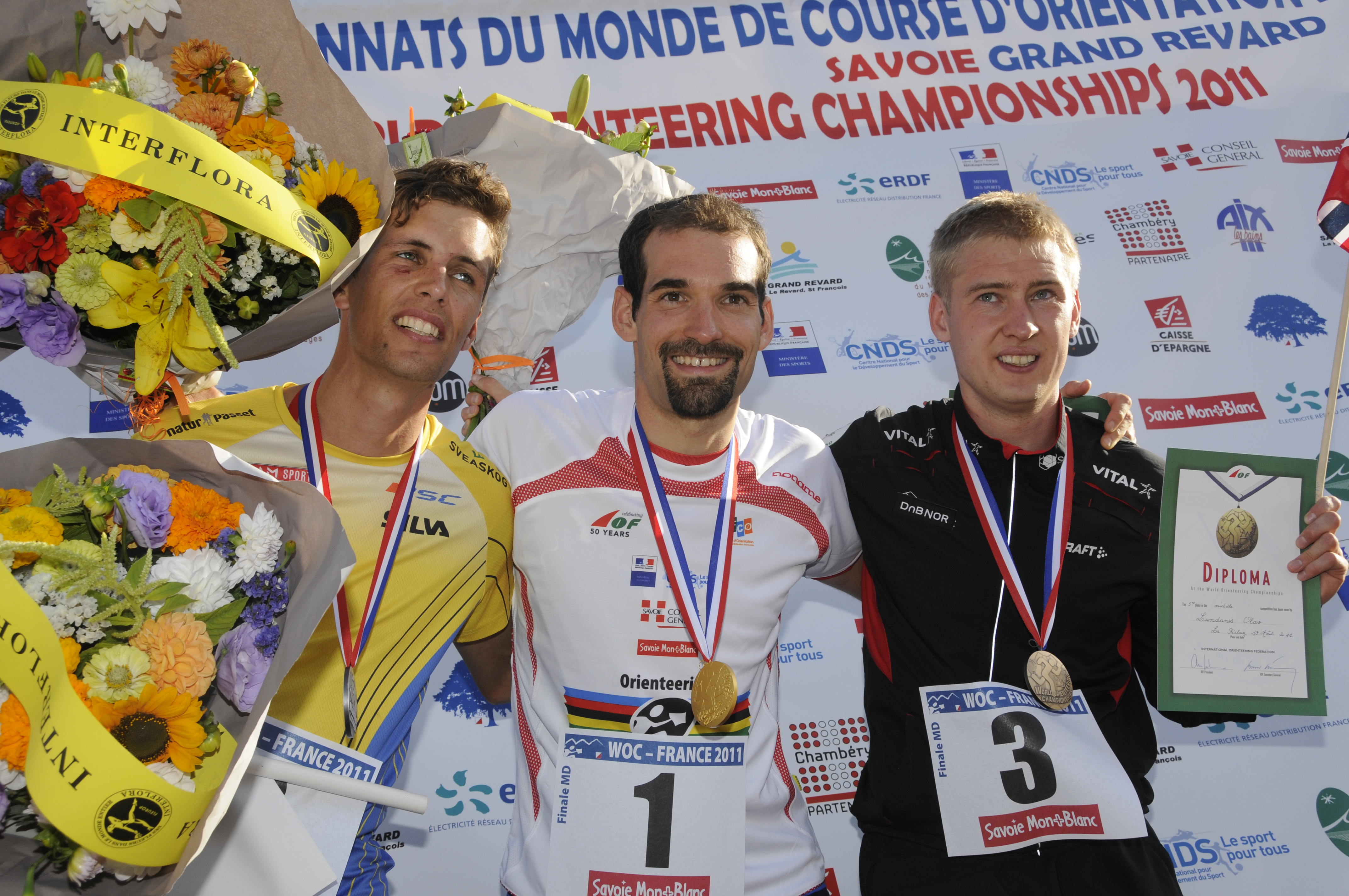
Эберг, Жоржиу, Лунданес
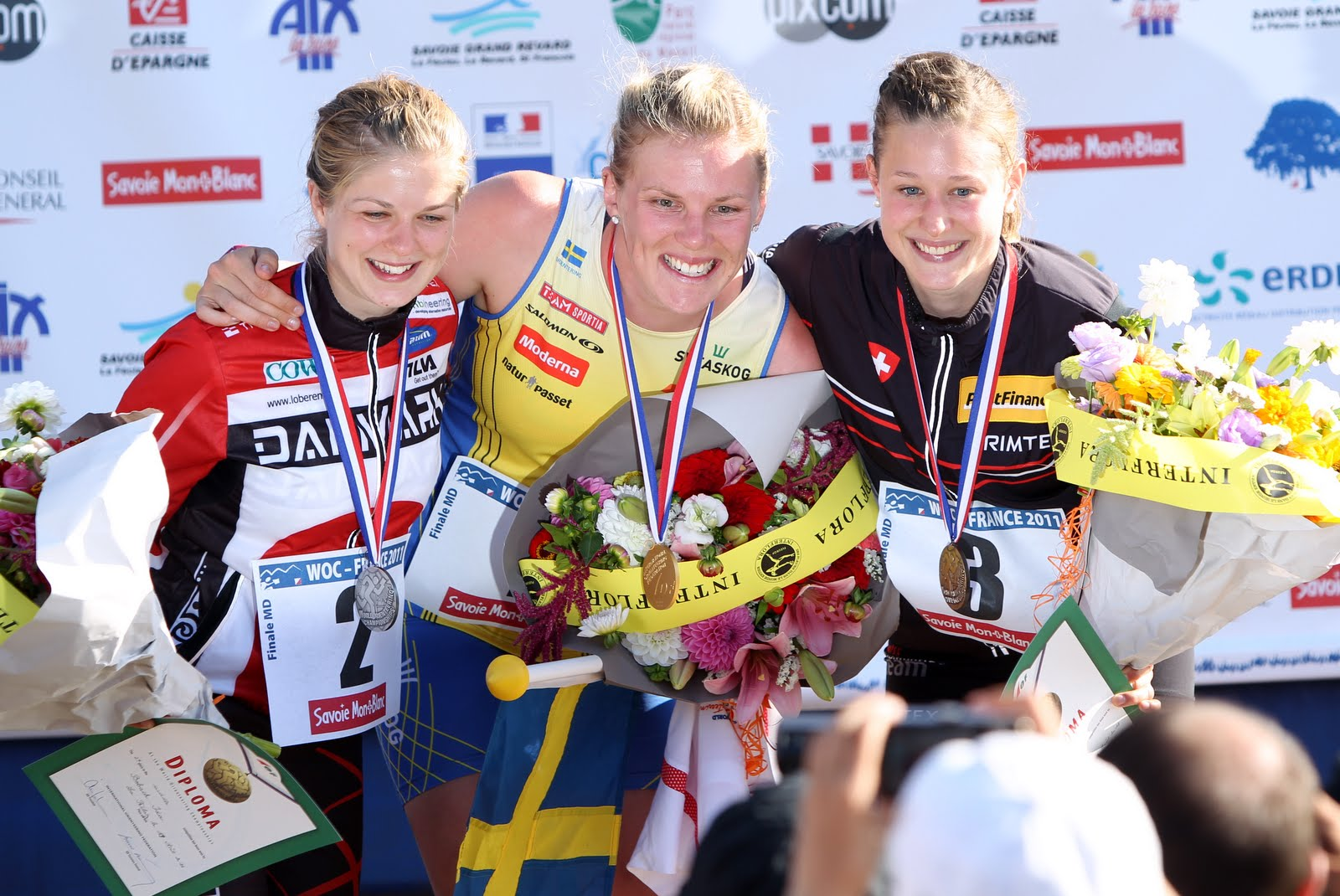
Бобах, Янссон, Видер

## Эстафета
- Шанс для Италии
- Почему не бежал Новиков, Новикова и Г.Виноградова?

| Мужчины                                                            | Мужчины   | Мужчины                                       | Мужчины | Мужчины | Женщины | Женщины   | Женщины                                                  | Женщины | Женщины |
| ------------------------------------------------------------------ | --------- | --------------------------------------------- | ------- | ------- | ------- | --------- | -------------------------------------------------------- | ------- | ------- |
|                                                                    |           |                                               |         |         |         |           |                                                          |         |         |
| Место                                                              | Страна    | ФИО                                           | Время   | Разница | Место   | Страна    | ФИО                                                      | Время   | Разница |
| 1.                                                                 | Франция   | Филипп Адамски Франсуа Гонон Тьерри Жоржиу    |         |         | 1.      | Финляндия | Анни-Майя Финке Мерья Рантанен Минна Кауппи              |         |         |
| 2.                                                                 | Норвегия  | Карл Волер Кос Андерс Нордберг Олаф Лунданес  |         |         | 2.      | Чехия     | Мартина Зверинова Ева Юрженикова Дана Брожкова           |         |         |
| 3.                                                                 | Швеция    | Андерс Хольмберг Улле Бустрём Давид Андерссон |         |         | 3.      | Швеция    | Хелена Янссон Туве Александерссон Анника Бильстам        |         |         |
| 4.                                                                 | Швейцария |                                               |         |         | 4.      | Норвегия  |                                                          |         |         |
| 5.                                                                 | Россия    | Андрей Храмов Дмитрий Цветков Алексей Бортник |         |         | 5.      | Дания     |                                                          |         |         |
| 6.                                                                 | Литва     |                                               |         |         | 6.      | Эстония   |                                                          |         |         |
|                                                                    |           |                                               |         |         | 11.     | Россия    | Анастасия Тихонова Наталья Виноградова Светлана Миронова |         |         |
| результаты (жен.) предварит. результаты (муж) (недоступная ссылка) |           |                                               |         |         |         |           |                                                          |         |         |

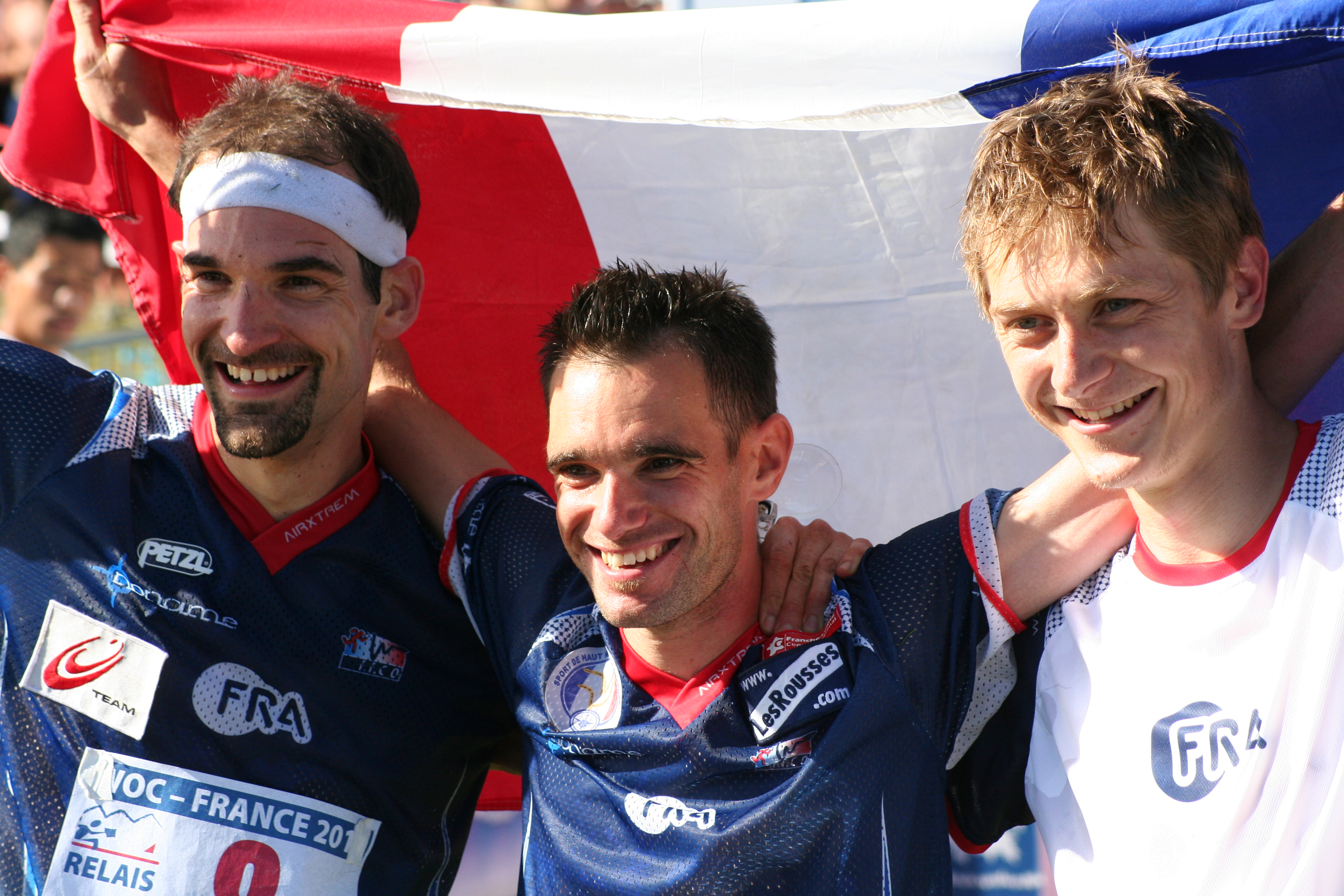
Сборная Франции после победы в эстафете

## Медальный зачёт
| № | Страна    | Золото | Серебро | Бронза | Всего |
| - | --------- | ------ | ------- | ------ | ----- |
| 1 | Швеция    | 3      | 3       | 4      | 10    |
| 2 | Франция   | 3      | 0       | 1      | 4     |
| 3 | Швейцария | 1      | 0       | 2      | 3     |
| 4 | Финляндия | 1      | 1       | 0      | 2     |
| 5 | Чехия     | 0      | 2       | 0      | 2     |
| 6 | Норвегия  | 0      | 1       | 1      | 2     |
| 7 | Дания     | 0      | 1       | 0      | 1     |

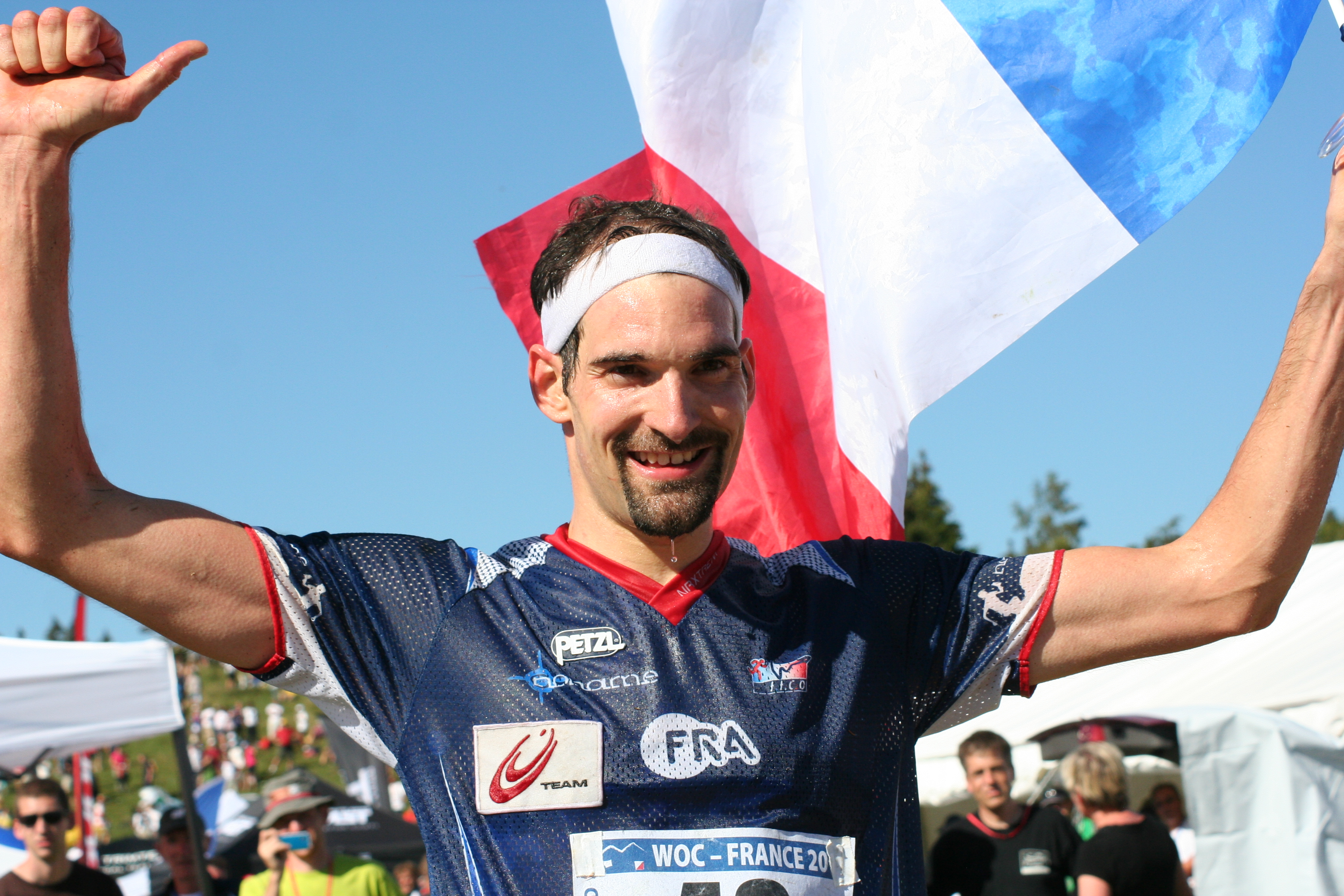
Тьерри Жоржиу завоевал на чемпионате три золотые медали

Впервые с 2003 года сборная России осталась без медалей чемпионата мира.